# Позакласний мюзикл
«Позакласний мюзикл» — кінофільм режисера Рейчел Голденберг, що вийшов на екрани в 2008 році.

## Зміст
Закері дуже прив'язаний до своїх товаришів. Та разом із батьками він змушений залишити звичне місце, школу і переїхати в іншу частину країни. Багато кілометрів відділяють героя від тих, хто йому дорогий, але він не має наміру здаватися і втрачати друзів тільки через відстань між ними.

## Ролі
| Актор             | Роль |
| ----------------- | ---- |
| Кріс Чатман       | -    |
| Кендіз Лакота     | -    |
| Крістл Коннор     | -    |
| Роберт Акінапура  | -    |
| Емі Дж.           | -    |
| Міллена Гей       | -    |
| Дастін Фіцсаймонс | -    |
| Кліфф Тан         | -    |
| Марк Хенгст       | -    |
| Рей Сілва         | -    |

## Знімальна група
- Режисер — Рейчел Голденберг
- Сценарист — Рейчел Голденберг, Ешлі Холлоуей
- Продюсер — Девід Майкл Летт, Пол Бейлс, Ешлі Холлоуей
- Композитор — Дон Реймонд